# Exitianus capicola
Exitianus capicola es un género de insectos de la familia Cicadellidae.  Fue descrito por primera vez por Carl Stål en 1855.

## Distribución
Este tipo de animal se encuentra en África, Arabia Saudita, España, Canarias, Egipto, Francia, India, Italia, Malasia, Marruecos, Portugal, República de China, Rusia, Sri Lanka, Yemen.

## Importancia económica
Exiatianus capicola es un trasmisor de Spiroplasma citri, causante de una enfermedad que afecta a los citrícos.